# 6 uur van São Paulo
De 6 uur van São Paulo is een race uit het FIA World Endurance Championship. De race vindt plaats op het Autódromo José Carlos Pace. De eerste editie vond in 2012 plaats.

## Geschiedenis
De race werd in 2012 voor het eerst gehouden als de vijfde ronde van het eerste seizoen van het FIA World Endurance Championship. De race stond tot 2014 ieder jaar op de kalender. In 2015 werd deze geschrapt vanwege van renovaties aan de paddock van het circuit; er kon geen vervangende datum worden gevonden. Pas in 2020 stond de race opnieuw op de planning, maar deze werd afgelast omdat de promotor het contract met het kampioenschap niet naleefde en vervangen door de Lone Star Le Mans.
Op 9 juni 2023 werd de WEC-kalender van 2024 onthuld, waarop de 6 uur van São Paulo voor het eerst in tien jaar op het definitieve schema stond. De race had een contract van vijf jaar met het kampioenschap getekend, waardoor deze tot ten minste 2028 ieder jaar wordt georganiseerd.

## Winnaars
| Jaar       | Winnaars                                      | Team                     | Auto                    | Tijd          | Ronden        | Afstand       | Verslag |
| ---------- | --------------------------------------------- | ------------------------ | ----------------------- | ------------- | ------------- | ------------- | ------- |
| 2012       | Alexander Wurz Nicolas Lapierre               | Toyota Racing            | Toyota TS030 Hybrid     | 6:01:08.356   | 247           | 1064,32 km    | Verslag |
| 2013       | Marcel Fässler André Lotterer Benoît Tréluyer | Audi Sport Team Joest    | Audi R18 e-tron quattro | 6:01:26.209   | 235           | 1064,32 km    | Verslag |
| 2014       | Romain Dumas Neel Jani Marc Lieb              | Porsche Team             | Porsche 919 Hybrid      | 6:01:44.608   | 249           | 1072,94 km    | Verslag |
| 2015- 2023 | Niet gehouden                                 | Niet gehouden            | Niet gehouden           | Niet gehouden | Niet gehouden | Niet gehouden |         |
| 2024       | Sébastien Buemi Brendon Hartley Ryō Hirakawa  | Toyota Gazoo Racing      | Toyota GR010 Hybrid     | 6:01:02.554   | 236           | 1016,58 km    | Verslag |
| 2025       | Alex Lynn Norman Nato Will Stevens            | Cadillac Hertz Team Jota | Cadillac V-Series.R     | 6:00:19.732   | 242           | 1042,38 km    | Verslag |